# Ferrovia della Costa orientale
La ferrovia della costa orientale (ferruvia di a piana urientale corsa in lingua corsa, Ligne de la côte orientale corse in francese) è una linea ferroviaria dismessa a scartamento metrico e a binario semplice che ha collegato Bastia alle località della costa orientale della Corsica, attraversando da nord a sud tutta la Piana orientale corsa.
Fino al 1930, la linea giunse fino a Ghisonaccia, per proseguire a partire da quell'anno fino a Solenzara. Dal 1935 arrivava fino a Porto Vecchio e nei progetti originari doveva proseguire fino a Bonifacio. Fu distrutta dalle forze armate tedesche in ritirata nel 1943 e non è stata più ripristinata.
Il sedime ferroviario risulta essere di proprietà della Collectivité Territoriale de la Corse (CTC), dopo che le stesse acquisirono dallo Stato francese le infrastrutture ferroviarie delle linee corse (CFC).

## Storia

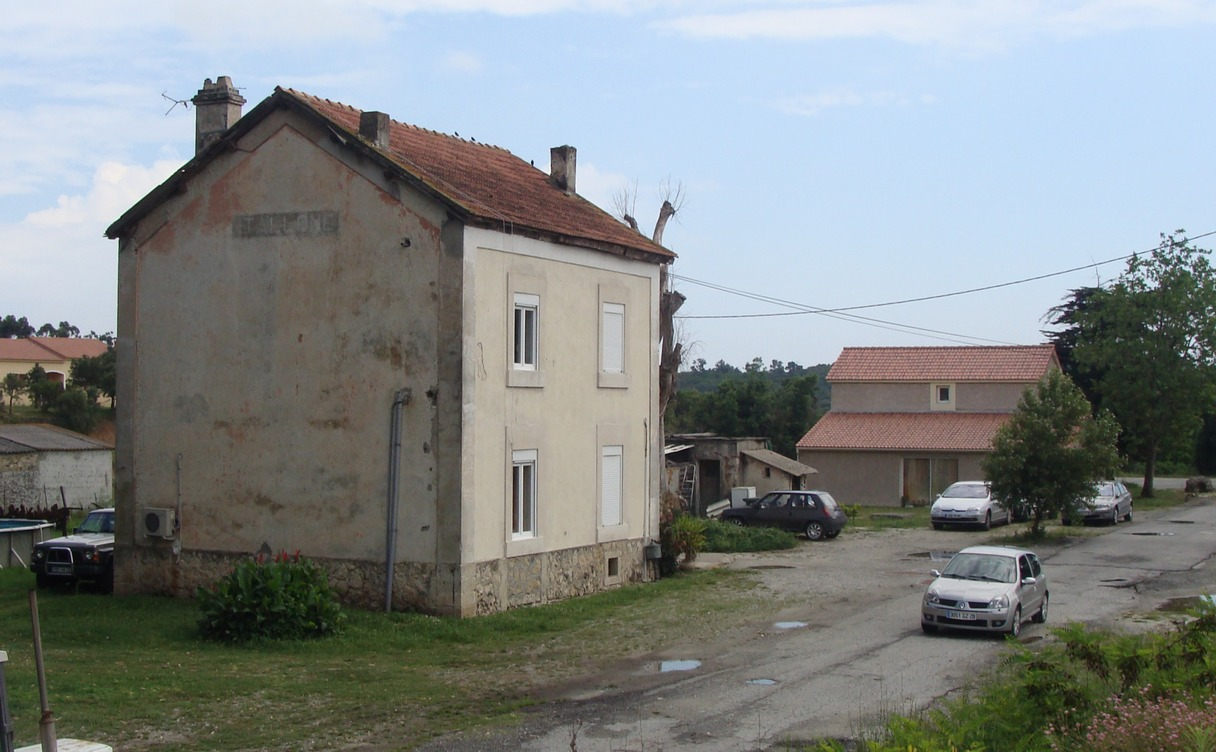
La stazione di Tallone nel 2008.

Tra gli anni cinquanta e gli anni settanta del XIX secolo furono presentati diversi progetti ferroviari impegnanti la costa orientale della Corsica: da quello della linea sardo-corsa alla Bastia-Bonifacio della concessione richiesta da Cotillard e Champouillon. La bassa acclività era il motivo principale per cui gli investimenti si rivolsero inizialmente a favore di un tracciato lungo la costa, tanto che l'alternativa ad aderenza naturale presentata nel 1868 dalla Ponts et Chaffeux prevedeva di collegare Bastia ad Ajaccio passando per Porto Vecchio.
La decisione del Ministero dei Lavori Pubblici francese del 1877 affiancava alla Bastia – Ajaccio una diramazione che dalla stazione di Casamozza arrivasse fino a Bonifacio collegando in questo modo le città della costa orientale. Anche in questo caso la linea doveva essere a scartamento metrico con una pendenza massima del 25 per mille.
La Casamozza – Bonifacio fu poi inserita nel Piano Freycinet tra le linee ferroviarie da costruire perché di interesse generale. Esso divenne legge nel 1879.
Nel corso del 1882 solamente il tracciato limitato a Ghisonaccia ottenne la dichiarazione di pubblica utilità, e con essa i finanziamenti pubblici necessari alla sua costruzione, da parte del parlamento francese. Nella convenzione stipulata il 21 febbraio 1883 fra il Ministero dei Lavori Pubblici e la Chemins de Fer Départementaux (CFD), quest'ultima si impegnava quindi a costruire ed esercire il tronco Casamozza – Ghisonaccia con l'impegno che avrebbe esteso la linea fino a Bonifacio qualora il parlamento avesse riconosciuto la pubblica utilità anche al tracciato successivo.
I primi lavori della linea iniziarono sul principio del 1886 e richiesero l'uso di tre locomotive a vapore da cantiere. La scarsa acclività, a differenza degli altri tronchi della rete ferroviaria corsa che si stavano costruendo nello stesso periodo, facilitò il terrazzamento e il movimento terra: già nell'estate dello stesso anno la linea fino a Tallone era stata completata. L'esercizio fu però aperto al pubblico solamente il 1º febbraio 1888 in contemporanea con la Bastia – Corte, cui era strettamente legata. Il 17 giugno fu inaugurato il tronco fino a Ghisonaccia.
Solo nella seconda metà anni venti del XX secolo, la CFD riprese in mano i progetti per prolungare la linea ferroviaria alle destinazioni d'origine. Dopo cinque anni di lavori, il 15 settembre 1930 fu aperto il tronco fra Ghisonaccia a Solenzara. Il 21 settembre 1935 fu la volta del tronco fino a Porto Vecchio.
Nel 1943, l'esercito tedesco in ritirata fece saltare diciotto ponti e distrusse il materiale rotabile, facendo terminare bruscamente l'esercizio della linea. Nel dopoguerra, la gestione della stessa fu affidata alla Ponts et Chaffeux del Ministero dei Lavori Pubblici che rinunciò a riaprirla. Fu risistemato solo il tratto fino alla stazione di Folelli-Orezza, perché potesse servire la vicina Fabbrique de Tannin. L'esercizio su questo breve tronco tuttavia terminò il 30 giugno 1953.

## Caratteristiche

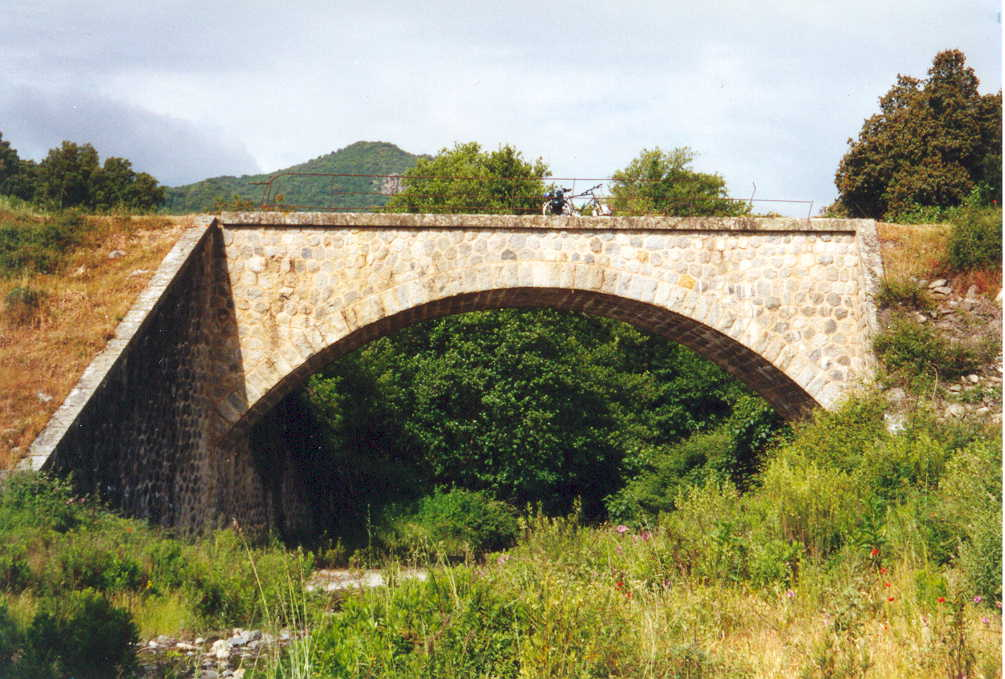
Ponte in pietra

La linea fu una ferrovia a scartamento ridotto da 1000 mm (metrico) e a binario semplice. Priva di elettrificazione, la trazione fu a vapore per tutto il periodo in cui essa fu attiva.

## Percorso
| Head station |

| Enter and exit tunnel |

| Stop on track |

| Stop on track |

| Stop on track |

| Stop on track |

| Stop on track |

| Stop on track |

| Stop on track |

| Stop on track |

| Stop on track |

| Station on track |

| Stop on track |

| Stop on track |

| Stop on track |

| Station on track |

| Unknown route-map component "eHST" |

| Stop on track |

| Stop on track |

| Stop on track |

| Stop on track |

| Station on track |

|  | Unknown route-map component "CONTgq" | Unknown route-map component "xABZgr" |  |  |

| Unknown route-map component "exHST" |

| Unknown route-map component "exBHF" |

| Unknown route-map component "exHST" |

| Unknown route-map component "exHST" |

| Unknown route-map component "exHST" |

| Unknown route-map component "exHST" |

| Unknown route-map component "exHST" |

| Unknown route-map component "exBHF" |

| Unknown route-map component "exHST" |

| Unknown route-map component "exBHF" |

| Unknown route-map component "exHST" |

| Unknown route-map component "exHST" |

| Unknown route-map component "exHST" |

| Unknown route-map component "exHST" |

| Unknown route-map component "exBHF" |

| Unknown route-map component "exHST" |

| Unknown route-map component "exHST" |

| Unknown route-map component "exHST" |

| Unknown route-map component "exHST" |

| Unknown route-map component "exBHF" |

| Unknown route-map component "exLCONTf" |

Il primo tratto tra la stazione di Bastia e quella di Casamozza era in comune con la ferrovia Bastia-Ajaccio, che risulta ancora in esercizio.
Dopo Casamozza e il ponte sul Golo, la linea affiancava il lato orientale della strada nazionale dirigendosi verso il mar Tirreno che veniva raggiunto nei pressi di Figaretto, poco dopo la stazione di Folelli-Orezza. Da questo punto, la ferrovia affiancava la costa fino ad Alistro.
La linea passava quindi ad oriente della strada nazionale, allontanandosi progressivamente dalla costa per entrare nella pianura orientale fino ad arrivare a Ghisonaccia, la cui stazione si trovava a circa cinque chilometri di distanza dal centro abitato e a dieci chilometri dal mare. Attraversato il Fium'Orbo, la ferrovia si riaccostava al mare e alla strada nazionale per giungere quindi a Solaro e Solenzara.
Il percorso fra Solenzara e Fautea era posto sulle scogliere rocciose a strapiombo sul mare. Successivamente la ferrovia impegnava un tracciato all'interno della piana meno accidentato del precedente, che permetteva di giungere a Porto Vecchio. La stazione di questa cittadina fu costruita in prossimità del porto.